# Sardara
Sardara (sardinski: Sàrdara) je grad i općina (comune) u pokrajini Južnoj Sardiniji u regiji Sardiniji, Italija. Nalazi se na nadmorskoj visini od 163 metra i ima 4 076 stanovnika.
 Prostire se na 56,23 km². Gustoća naseljenosti je 72 st/km².
Susjedne općine su: Collinas, Mogoro, Pabillonis, San Gavino Monreale, Sanluri i Villanovaforru.